# Rút quân đội Hoa Kỳ khỏi Afghanistan (2020–2021)
Quân đội Hoa Kỳ dự kiến sẽ rút khỏi Afghanistan vào ngày 31 tháng 8 năm 2021, kết thúc Chiến dịch Tự do Sentinel và Sứ mệnh Hỗ trợ Nghị quyết của NATO. Hoa Kỳ và các lực lượng đồng minh đã quyết định can thiệp vào năm 2001 sau cuộc tấn công ngày 11 tháng 9, với kết quả là cuộc chiến trở thành cuộc giao tranh quân sự dài nhất của Hoa Kỳ.
Vào ngày 29 tháng 2 năm 2020, Hoa Kỳ và Taliban đã ký một thỏa thuận hòa bình mang tên Thỏa thuận mang lại hòa bình cho Afghanistan, với các điều khoản bao gồm việc rút tất cả quân đội chính quy của Hoa Kỳ và NATO khỏi Afghanistan, một cam kết của Taliban nhằm ngăn chặn al-Qaeda. hoạt động trong các khu vực dưới sự kiểm soát của Taliban, và các cuộc đàm phán giữa Taliban và chính phủ Afghanistan. Thỏa thuận được Trung Quốc, Pakistan và Nga ủng hộ và được Hội đồng Bảo an Liên Hợp Quốc nhất trí.
Chính quyền Trump đã đồng ý giảm số quân ban đầu từ 13.000 xuống 8.600 vào tháng 7 năm 2020, tiếp theo là rút toàn bộ quân vào ngày 1 tháng 5 năm 2021 nếu Taliban giữ cam kết của mình. Chính quyền Biden đã gia hạn thời hạn rút quân đến ngày 11 tháng 9 năm 2021. Vào ngày 8 tháng 7, Biden đã chuyển thời hạn rút quân của Hoa Kỳ sang ngày 31 tháng 8. Bộ Quốc phòng Hoa Kỳ tuyên bố rằng Hoa Kỳ sẽ tiếp tục không kích Taliban ít nhất cho đến khi cuộc rút quân chính thức kết thúc.
Trong thời gian rút quân, Hoa Kỳ phát động Chiến dịch Tị nạn Đồng minh để không vận những công dân Afghanistan được chọn có nguy cơ bị trả thù. Lực lượng Hoa Kỳ Afghanistan Forward được thành lập như một bộ chỉ huy kế nhiệm giám sát tất cả các nhân viên ngoại giao, an ninh, cố vấn và chống khủng bố của Hoa Kỳ còn lại ở nước này sau khi rút quân. Chính quyền Biden thông báo sẽ giữ 650 lính Hoa Kỳ ở Afghanistan để bảo vệ Đại sứ quán Hoa Kỳ ở Kabul và bảo vệ Sân bay Quốc tế Hamid Karzai cùng với quân đội Thổ Nhĩ Kỳ.